# Rick Sloan
Rick Sloan (eigentlich Richard Donald Sloan; * 10. November 1946 in Fullerton, Kalifornien) ist ein ehemaliger US-amerikanischer Zehnkämpfer.
1968 qualifizierte er sich als Zweiter bei den US-Ausscheidungswettkämpfen für die Olympischen Spiele in Mexiko-Stadt, bei denen er mit 7692 Punkten Siebter wurde.
Seine persönliche Bestleistung von 8051 Punkten (7951 Punkte in heutiger Wertung) stellte er am 8. Juni 1969 in Los Angeles auf.